# San Rafael de Carvajal
San Rafael de Carvajal is een gemeente in de Venezolaanse staat Trujillo. De gemeente telt 59.000 inwoners. De hoofdplaats is Carvajal.